# هاف-لايف (سلسلة)
سلسلة هاف-لايف (بالإنجليزية: Half-Life series)‏ لألعاب الفيديو هي سلسلة من ألعاب الخيال العلمي تجري أحداثها في تاريخ بديل. جميع ألعاب السلسلة من نوع رماية منظور الشخص الأول وتعمل إما باستخدام المحرك جولد سورس أو المحرك
شركة فالف هي المطور، والناشر والموزع بشكل جزئي، للألعاب الرئيسية من هذه السلسلة. كل واحدة من هذه الألعاب تجسد اللاعب في شخصية البطل الرئيسي، غوردون فريمان، عالم في الفيزياء النظرية تم تعينه من قبل مركز بلاك ميسا للأبحاث.
السلسلة
1. هاف-لايف
2. هاف-ليف 2
3. هاف-لايف 2: أيبيسود ون
4. هاف-لايف 2: إبيسود تو

## وصلات خارجية
- Half-Life series
- Half-Life Wiki